# AVII IMAGEWORKS
株式会社AVII IMAGEWORKSは、企画や映像、WEB、デザインなどの制作を全般的に行っている制作会社である。
本社は兵庫県神戸市に所在。神戸と東京都千代田区にもサテライトオフィスを構えている。

## 概要
2016年7月11日に設立。社名の「AVII」とは代表の新井が飼う黒柴「abeey」という名前が、世の中にずっと残るようにという想いが込められている。
新井は起業以前、制作とは無縁の企業にて7年間会社員として勤務。勤務していた企業の年功序列の評価制度に不満を持っており、カメラやパソコンなどの制作ツールの急激な進化とWEBの発達により、テレビからWEBの時代へと移ったことをきっかけにフリーランス時代を経て起業、株式会社AVII IMAGEWORKS設立に至る。設立当初は映像制作のみを行っていた。これは新井が趣味の趣味であるスノーボードやスケートボードなど、アクションスポーツの撮影を行っていた延長線上で事業を始めたためである。

## 事業体質
AVII IMAGEWORKSは映像（実写撮影・映像編集・CG・3DCG・モーショングラフィック）、デザイン（DTP・WEBデザイン・プロダクトデザイン）、WEB（サイト構築・アプリケーション構築・システム構築）など多様な領域での制作を展開している。事業分類は制作会社に分類される。
従来、制作会社が案件を受ける場合、クライアントから直接受けるのではなく中間業者を挟む形で受けていたものを、AVII IMAGEWORKSでは中間業者を挟まずにクライアントと直接繋がる、業界的には珍しい体制となっている。過去には、クライアントの要望を直接確認できない、制作したものに対しての満足をもらえているのか、といった課題が中間業者を挟むことによって発生していた。AVII IMAGEWORKSの目指す「顧客に感動を与え、それを自分たちの喜びとすること」、「顧客の利益になる制作を行う」といった行動指針からは大きく逸れていた。クライアントと直接やりとりをすることができれば、中間コストを経済的、工数的に省くことができ、クライアントの利益となり、クライアントが満足する瞬間を共有できるため、現在の体制が実現している。

## 企業文化
- WINWIN体質（感動あるものを創りクライアントが喜び制作したものも嬉しい感動獲得主義）
- 我流体質（制作という答えのない業界に対して、顧客を第１優先にするために型にははまらない）

AVII IMAGEWORKSでは元々、映像制作の力しか持っておらず、中間業者の下請けとして制作を経験。これはクライアントから言われるがままに作るだけの製作工場のような状態であった。これはAVII IMAGEWORKSの考えるビジネスの本質からは大きく逸れていた。このことから、顧客の本質的なニーズを満たし、顧客の満足を得ることに自社も喜びを得るWINWIN体質が醸成されていった。顧客のニーズを満たすための企画と全般的な制作（映像、デザイン、WEB）、運用を社内完結で可能にし、顧客の満足を求めるために柔軟に対応した結果、従来の枠には収まらない企業文化が醸成されていった。

## 社内体制
AVII IMAGEWORKSでは企画、制作、運用を社内完結で行うことができ、プロジェクト全体の企画から制作物納品後のフォローまでを一貫して自社で行っている。

### 企画
クライアントにとって制作物は完成するまで、全体のイメージをしづらく、作り直しや撮り直しが容易ではないのため、プロジェクト成功のためには事前に全体を設計する必要があった。そこで企画チームが発足され、クライアントの目的や背景からニーズを汲み取り、社内の制作力を総動員して、その後の運用で顧客の満足に繋がるようなプロジェクト設計を行っている。また企画が主となり、撮影現場での指揮や社内での制作進行のディレクションなどで、クライアントとの接点となっている。

### 制作
一般的な制作会社では、映像であれば映像、WEBであればWEBといったように制作の一部を担っているのに対して、AVII IMAGEWORKSでは、撮影、実写編集、CG、モーショングラフィック、WEB制作など、プロジェクトに関わる全ての制作物を社内のスタッフのみで制作を行っている。これは複数社が絡む場合と、社内完結で行う場合では、それぞれの連携や費用対効果において大きな差が出るため、クライアントの要望にクオリティや経済的な面から、全般的な制作力を有している。また、スタッフのみならず、撮影機材も自社保有となっている。撮影についてはドローンでの空撮も可能で、国道交通省の定めるドローンの常時飛行許可を取得している。

### 運用
本来、制作会社の使命は制作物を納めることにある。一般的なそれとは違い、AVII IMAGEWORKSでは制作物を納めることではなく、納めた後制作物が最大限の効果を発揮し、顧客の利益に繋がることを制作の目的としているため、制作物の運用フォローまでを行っている。運用では、現代マーケティングの主戦場であるインターネットやSNSに止まらず、ポスターや看板といったアナログな媒体、時にはシネアドのような媒体を使用することもある。